# Vindula arsinoe

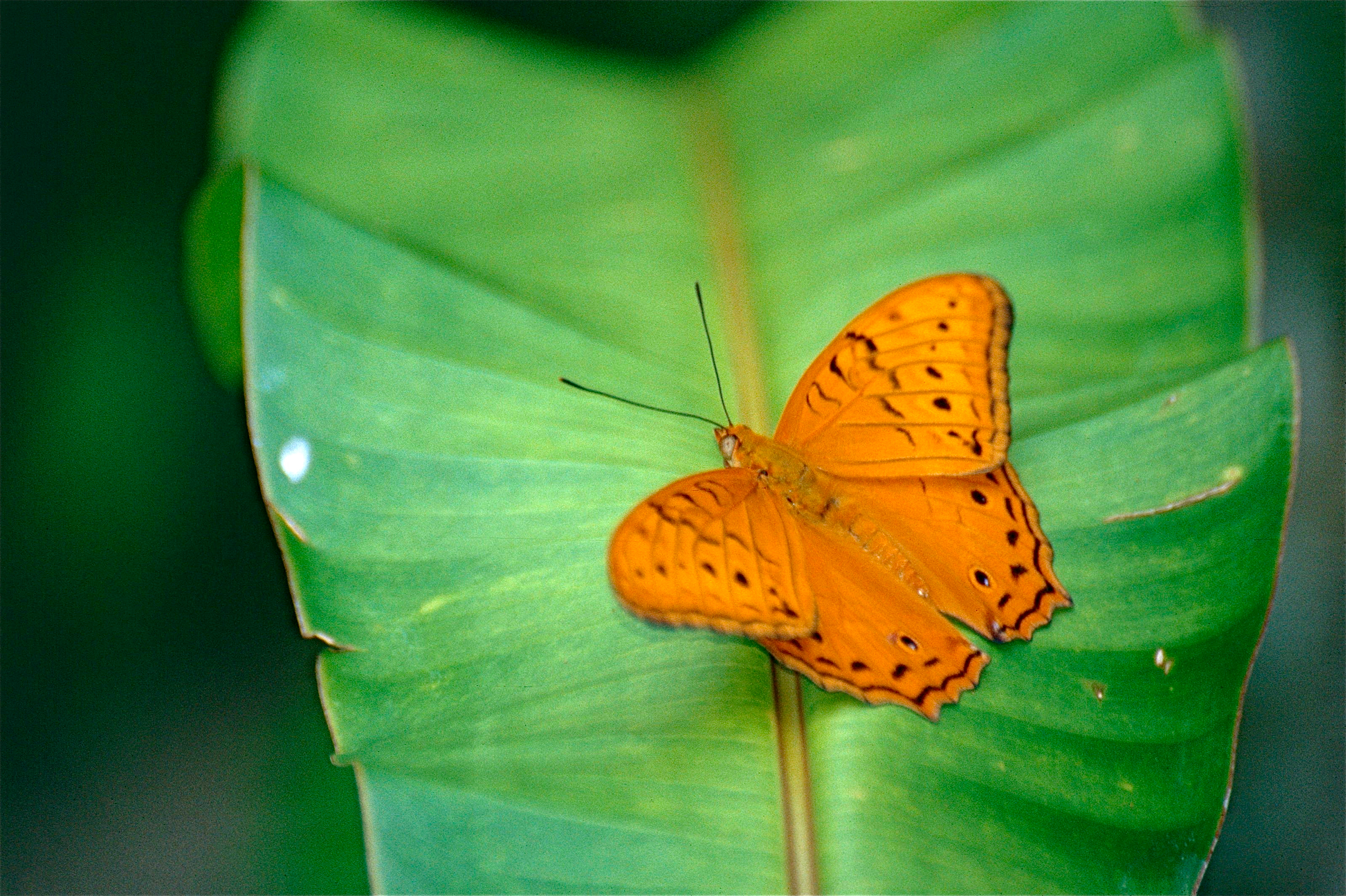
Männchen

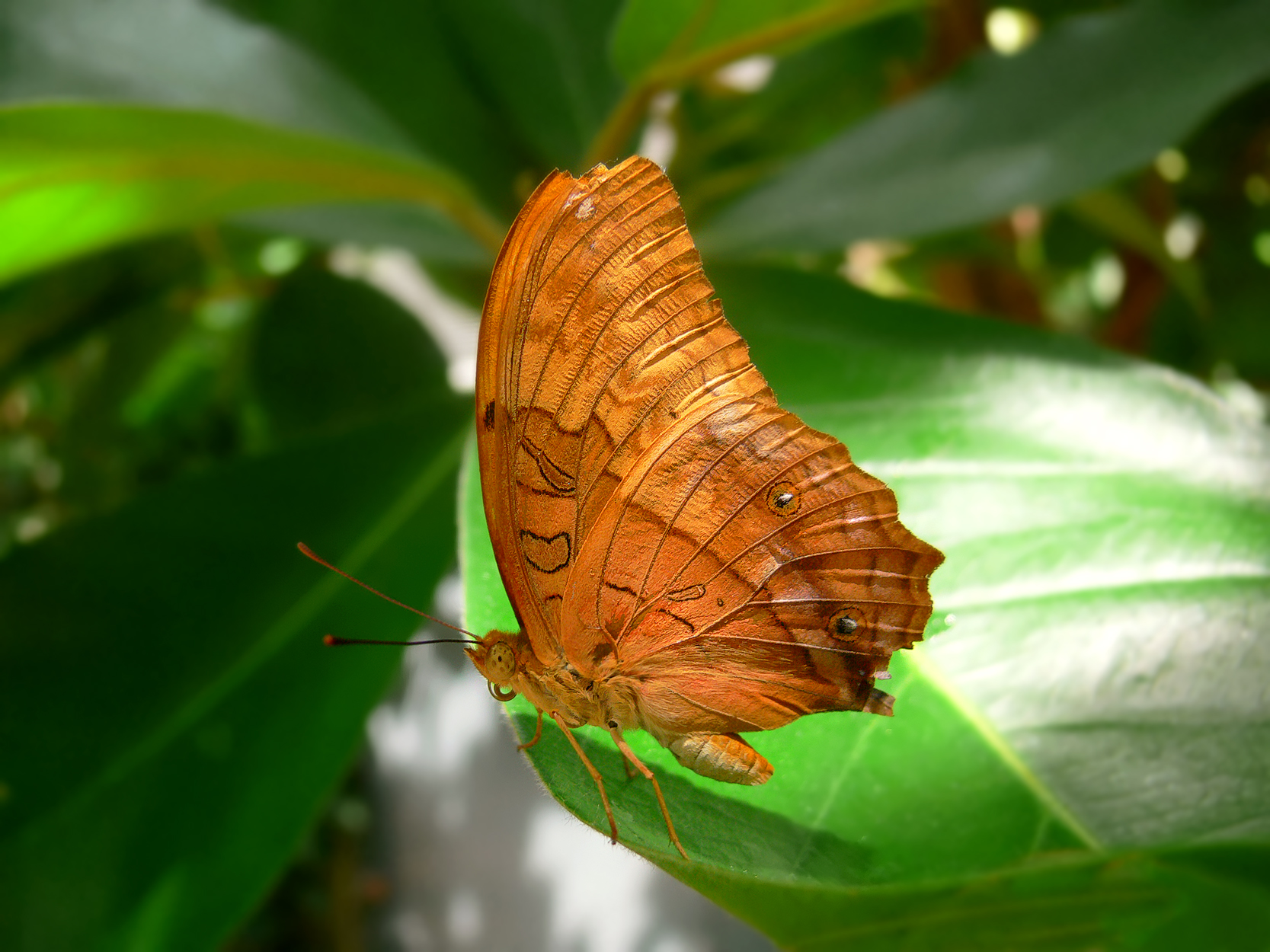
Unterseite Männchen

Vindula arsinoe ist ein in Australien und Südostasien vorkommender Schmetterling (Tagfalter) aus der Familie der Edelfalter (Nymphalidae).

## Merkmale

### Falter
Die Flügelspannweite der Falter beträgt 75 bis 82 Millimeter. Die Art zeichnet sich durch einen deutlichen Sexualdimorphismus aus.

#### Weibchen
Die Flügel der Weibchen haben eine olivbraune, bis dunkelbraune Grundfarbe. Durch die Diskalregion der Vorderflügel verläuft ein weißliches Band. Zwei Augenflecke auf der Hinterflügeloberseite sind größer als bei den Männchen. Arttypisch sind die gelbbraun gefärbten Postdiskal- und Submarginalregionen. Auf den rotbraunen bis olivbraunen Flügelunterseiten scheint das Muster der Oberseite in stark abgeschwächter Form hindurch. Eine scharf gezeichnete dunkelbraune Querlinie hebt sich in der Mitte deutlich hervor. Die Hinterflügel zeigen sehr kurze spitze Schwänzchen.

#### Männchen
Bei den Männchen haben die Flügel eine kräftige orange Grundfarbe. Auf den Flügeloberseiten verläuft vom Apex der Vorderflügel bis zum Analwinkel der Hinterflügel eine dunkelbraune Linien entlang des Saums. In der Postdiskalregion der Hinterflügel befinden sich zwei kleine schwarze Augenflecke, die dünn orangegelb umrandet sind. Auf den gelbbraunen Flügelunterseiten scheint das Muster der Oberseite in stark abgeschwächter Form hindurch. Auffällig ist jedoch eine mittig verlaufende scharf gezeichnete dunkelbraune Querlinie. Die Hinterflügel zeigen sehr kurze spitze Schwänzchen.

### Präimaginalstadien
Das Ei hat eine cremig weiße bis hellbraune Farbe, eine tonnenähnliche Form und ist auf der Oberfläche mit vielen gezackten Längsrippen versehen.
Die Raupen sind schwarz gefärbt. Die gesamte Körperoberfläche ist mit schwarzen und weißen, schwach verzweigten Dornen sowie weißlichen Punkten überzogen. Die Rückenlinie ist cremig weiß.
Die Puppe ist als Stürzpuppe ausgebildet und hat eine weißlich grüne bis bräunliche Farbe. Die gewellten Flügelscheiden und drei Höcker ragen auffällig hervor. Am Kopf befinden sich zwei kurze Spitzen.

### Ähnliche Arten
- Die Männchen von Vindula dejone sind am Apex dunkler, die Weibchen insgesamt heller olivbraun gefärbt und ihnen fehlen die gelbbraunen Bereiche auf der Hinterflügeloberseite.
- Bei Vindula erota sind die Männchen insgesamt schwächer orange gefärbt. Bei den Weibchen haben die Postdiskal- und Submarginalregion auf der Hinterflügeloberseite keine gelbbraune Farbe. Die Art kommt in Australien nicht vor. Eine Überlappung mit Vindula arsinoe besteht jedoch in Malaysia.

## Verbreitung, Unterarten und Lebensraum
Vindula arsinoe kommt in Osten Australiens sowie auf Neuguinea mit den Nachbarinseln und in Malaysia vor. Die Art besiedelt in erster Linie tropische Regenwälder. In den einzelnen Vorkommensgebieten werden derzeit 16 Unterarten geführt.
- Vindula arsinoe arsinoe (Cramer, 1777)
- Vindula arsinoe ada (Butler, 1874)
- Vindula arsinoe insularis (Salvin & Godman, 1877)
- Vindula arsinoe catenes (Godman & Salvin, 1888)
- Vindula arsinoe clodia (Godman & Salvin, 1888)
- Vindula arsinoe lemina (Ribbe, 1898)
- Vindula arsinoe melena (Fruhstorfer, 1899)
- Vindula arsinoe pisidike (Fruhstorfer, 1903)
- Vindula arsinoe polykaste (Fruhstorfer, 1903)
- Vindula arsinoe figalea (Fruhstorfer, 1904)
- Vindula arsinoe adina (Fruhstorfer, 1906)
- Vindula arsinoe meforica (Fruhstorfer, 1906)
- Vindula arsinoe rebeli (Fruhstorfer, 1906)
- Vindula arsinoe bosnikensis (Joicey & Noakes, 1915)
- Vindula arsinoe dampierensis (Rothschild, 1915)
- Vindula arsinoe rookiana (Strand, 1916)
- Vindula arsinoe moluccana Nieuwenhuis, 1962

## Lebensweise
Die Falter fliegen das ganze Jahr hindurch in mehreren Generationen. Am zahlreichsten treten sie zum Ende der Monsunzeit auf. Sie saugen gerne an Blüten, beispielsweise an Wandelröschen (Lantana) sowie gelegentlich an feuchten Erdstellen oder Exkrementen, um Flüssigkeit und Mineralstoffe aufzunehmen. Die Raupen ernähren sich bevorzugt von den Blättern von Passionsblumen- (Passiflora), Adenia- oder Hollrungia-Arten.